# Krzysztof Stanisław Zawisza
Krzysztof Stanisław Zawisza, född 20 april 1660 i Gorka nära Slonim, död 15 augusti 1721 i Berdytjiv, var en polsk författare.
Zawisza blev 1685 starost och senare vojvod i Minsk samt valdes flera gånger till riksdagsman och riksdagsmarskalk. Han anslöt sig till familjen Sapieha och svenskarna i de strider, som sedan 1702 hemsökte Polen. Hans av Julian Bartoszewicz 1862 utgivna Pamiętniki (memoarer) innehåller bidrag till historien om svenskarnas krig i Polen under Karl XII:s tid.